# .md
.md е интернет домейн от първо ниво за Молдова. Представен е през 1994. Поддържа се и се администрира от MoldData S.E.